# Штефэнеску, Костикэ
Костикэ Штефэнеску (рум. Costică Ștefănescu; 26 марта 1951, Бухарест — 20 августа 2013, Бухарест) — румынский футболист и тренер. Он сыграл в общей сложности 490 матчей в чемпионате Румынии, уступая по этому показателю лишь Ионелу Дэнчулеску, он также принял участие в чемпионате Европы 1984 года.

## Игровая карьера

### Клуб
Штефэнеску начал играть в футбол в возрасте 14 лет в молодёжном составе «Стяуа», в 1968 году он был переведён в первую команду и 1 июня 1969 года дебютировал в Дивизионе А. Уже в сезоне 1969/70 Штефэнеску стал игроком основы и внёс свой вклад в завоевание кубка Румынии. Но после первоначального успеха Штефэнеску стал реже попадать в основу «Стяуа», поэтому в 1973 году он был обменян на Штефана Самеша из состава соперника «Стяуа», «Университатя Крайова».
Переход в «Университатю» для Штефэнеску оказался правильным решением. К 1986 году он смог трижды выиграть чемпионат Румынии и четыре раза завоевать румынский кубок, он также сыграл 378 матчей за клуб в Дивизионе А. В начале 1980-х годов Штефэнеску стал одним из лучших либеро в Европе и в 1982/83 сезоне достиг с «Университатей» полуфинала Кубка УЕФА, где команда уступила «Бенфике» только по правилу выездного гола.
После того как в сезоне 1985/86 в возрасте 34 лет Штефэнеску потерял место в основе «Университати», он присоединился к «Брашову», где занимал должность играющего тренера. В 1988 году он закончил свою карьеру.

### Национальная сборная
Штефэнеску сыграл в общей сложности 66 матчей за румынскую национальную сборную, но не забил ни одного гола. Он дебютировал в команде 14 августа 1977 года в матче против действующего европейского чемпиона, Чехословакии, которая была побеждена со счётом 3:1. В 1984 году тренер национальной сборной Мирча Луческу включил его в состав команды на чемпионат Европы, где он сыграл во всех трёх матчах. С 1983 года до своей последней международной игры 13 ноября 1985 года против Турции Штефэнеску был капитаном команды.

## Карьера тренера
Во время своего пребывания в «Брашове» Штефэнеску выступал в качестве играющего тренера и после окончания карьеры игрока в 1988 году полностью посвятил себя тренерской деятельности. В сезоне 1990/91 он занял должность главного тренера своего бывшего клуба «Стяуа», но уже в зимнем межсезонье был заменён Бужором Хэлмэджану. Штефэнеску затем отправился в Катар, где оставался до 1992 года, в этот период он тренировал «Аль-Вакру».
Осенью 1992 года Штефэнеску вернулся в Румынию и возглавил «Бакэу», но не смог избежать вылета из Дивизиона А. Незадолго до конца сезона клуб расстался с ним. В сентябре 1993 года он взял на себя роль преемника Георге Кимьюка на должности тренера «Политехники (Тимишоары)», в 1993/94 сезона клуб оказался в опасности вылета и Штефэнеску был уволен в марте 1994 года, команда заняла второе место с конца и была понижена в классе.
После чемпионата мира 1994 года он был помощником тренера национальной сборной, Ангела Йордэнеску, команда квалифицировалась на чемпионат Европы 1996 года в Англии и чемпионат мира 1998 года во Франции. Преемник Йордэнеску, Виктор Пицуркэ не захотел работать со Штефэнеску, и через год Костикэ стал главным тренером «Астры» из Дивизиона А, спустя год он возглавил команду «Решица» из Дивизиона B.
С 2002 по 2005 года Штефэнеску стоял у руля различных клубов Саудовской Аравии, Израиля и Сирии, в том числе с «Аль-Джаиш Дамаск» в 2004 году он выиграл сирийский кубок. В том же году он тренировал сборную сирийской армии.
21 декабря 2008 года Штефэнеску был уволен из клуба первого дивизиона Саудовской Аравии, «Наджран», после разгромного поражения от «Аль-Хиляль Эр-Рияд» со счётом 7:0. В июле 2009 года он стал тренером «Аль-Тадамона» из кувейтской Премьер-лиги. С августа по декабрь 2012 года он был у руля команды из Катара, клуба «Эш-Шамаль».

## Смерть
20 августа 2013 года Штефэнеску покончил жизнь самоубийством, выпрыгнув с пятого этажа военного госпиталя в Бухаресте. Там он лечился от болезни лёгких.